# Przemysław Płacheta
Przemysław Płacheta (Łowicz, 23 de marzo de 1998) es un futbolista polaco que juega de centrocampista en el Oxford United F. C. Es internacional con la selección de fútbol de Polonia.

## Trayectoria
Płacheta comenzó su carrera deportiva en el SG Sonnenhof Großaspach alemán en 2017, antes de fichar por el Pogoń Siedlce y por el Podbeskidzie Bielsko-Biała.
En 2019 fichó por el Śląsk Wrocław de la Ekstraklasa polaca, donde marcó 8 goles en 35 partidos.

### Inglaterra
En julio de 2020 fichó por el Norwich City del EFL Championship. Tras dos años en el equipo, en julio de 2022 fue cedido al Birmingham City F. C. Debido a una lesión regresó a Norwich a inicios de 2023. Doce meses después se marchó al Swansea City A. F. C. y firmó hasta final de temporada. La siguiente siguió en el país al fichar por el Oxford United F. C.

## Selección nacional
Płacheta fue internacional sub-18, sub-19, sub-20 y sub-21 con la selección de fútbol de Polonia, antes de convertirse en internacional absoluto el 11 de noviembre de 2020, en un amistoso frente a la selección de fútbol de Ucrania.

## Clubes
| Club                           | País       | Año       |
| ------------------------------ | ---------- | --------- |
| SG Sonnenhof Großaspach        | Alemania   | 2017      |
| Pogoń Siedlce                  | Polonia    | 2018      |
| Podbeskidzie Bielsko-Biała     | Polonia    | 2018-2019 |
| Śląsk Wrocław                  | Polonia    | 2019-2020 |
| Norwich City F. C.             | Inglaterra | 2020-2024 |
| Birmingham City F. C. (cesión) | Inglaterra | 2022-2023 |
| Swansea City A. F. C.          | Gales      | 2024      |
| Oxford United F. C.            | Inglaterra | 2024-     |